# Naisten SM-sarja 1998/99
Die Saison 1998/99 war die 17. Austragung der höchsten finnischen Fraueneishockeyliga, der Naisten SM-sarja. Die Ligadurchführung erfolgte durch den finnischen Eishockeybund Suomen Jääkiekkoliitto.

## Modus
Jede Mannschaften spielte eine Vorrunde mit 14 Spielen. Für einen Sieg gab es 2 Punkte, für ein Unentschieden einen. Die ersten vier Mannschaften der Vorrunde qualifizierten sich für das Play-off-Halbfinale. Danach spielten die ersten sechs eine weitere Runde untereinander, um die Halbfinalteilnehmer zu ermitteln.

## Vorrunde
In der Vorrunde wurde eine Einfachrunde (Hin- und Rückspiel) gespielt. Die ersten sechs Mannschaften qualifizierten sich für die Hauptrunde, die beiden letzten schieden aus.

### Kreuztabelle
| Verein          | Kärpät | Logo von JYP | Logo Espoo Blues | Ilves | Logo Tappara Tampere | IHK  | Logo KalPa Kuopio | Turun Palloseura |
| Kärpät Oulu     |        | 5:4          | 4:0              | 2:1V  | 13:1                 | 7:1  | 8:0               | 14:2             |
| JyP HT          | 1:1    |              | 2:0              | 2:0   | 8:3                  | 7:1  | 6:0               | 11:0             |
| Espoo Blues     | 5:4    | 4:4          |                  | 6:1   | 11:1                 | 14:0 | 7:1               | 10:0             |
| Tampereen Ilves | 2:5    | 2:4          | 1:8              |       | 3:0                  | 4:1  | 10:0              | 7:1              |
| Tappara Tampere | 1:8    | 1:9          | 2:7              | 1:7   |                      | 0:3  | 3:8               | 6:0              |
| IHK Helsinki    | 0:5    | 1:7          | 2:5              | 1:2   | 3:4                  |      | 3:3               | 2:1              |
| KalPa Kuopio    | 1:7    | 1:4          | 3:8              | 0:8   | 2:3                  | 3:3  |                   | 2:4              |
| TPS Turku       | 0:11   | 1:4          | 0:10             | 1:9   | 1:4                  | 1:4  | 2:3               |                  |

### Tabelle
| Platz | Mannschaft      | Spiele | S  | U | N  | Punkte | Tore  |
| ----- | --------------- | ------ | -- | - | -- | ------ | ----- |
| 1.    | Kärpät Oulu     | 14     | 12 | 1 | 1  | 25     | 94:19 |
| 2.    | JyP HT          | 14     | 11 | 2 | 1  | 24     | 73:20 |
| 3.    | Espoo Blues     | 14     | 11 | 1 | 2  | 23     | 95:25 |
| 4.    | Ilves Tampere   | 14     | 8  | 0 | 6  | 16     | 57:32 |
| 5.    | Tappara Tampere | 14     | 4  | 0 | 10 | 8      | 30:83 |
| 6.    | IHK Helsinki    | 14     | 3  | 2 | 9  | 8      | 25:63 |
| 7.    | KalPa Kuopio    | 14     | 2  | 2 | 10 | 6      | 27:76 |
| 8.    | TPS Turku       | 14     | 1  | 0 | 13 | 2      | 14:97 |

## Hauptrunde

### Kreuztabelle
| Verein          | Kärpät | Logo von JYP | Logo Espoo Blues | Ilves | Logo Tappara Tampere | IHK  |
| Kärpät Oulu     |        | 2:3          | 4:0              | 2:2   | 8:1                  | 6:2  |
| JyP HT          | 3:3    |              | 3:3              | 2:2   | 6:0                  | 13:0 |
| Espoo Blues     | 4:1    | 1:2          |                  | 3:2   | 4:1                  | 9:0  |
| Tampereen Ilves | 2:7    | 2:5          | 0:4              |       | 4:1                  | 2:1  |
| Tappara Tampere | 0:6    | 4:9          | 1:8              | 2:11  |                      | 3:5  |
| IHK Helsinki    | 1:8    | 2:4          | 0:7              | 2:8   | 0:3                  |      |

### Hauptrundentabelle
| Platz | Mannschaft      | Spiele | S | U | N | Punkte | Tore  |
| ----- | --------------- | ------ | - | - | - | ------ | ----- |
| 1.    | JyP HT          | 10     | 7 | 3 | 0 | 17     | 50:19 |
| 2.    | Espoo Blues     | 10     | 7 | 1 | 2 | 15     | 43:14 |
| 3.    | Kärpät Oulu     | 10     | 6 | 2 | 2 | 14     | 45:18 |
| 4.    | Ilves Tampere   | 10     | 3 | 2 | 4 | 8      | 25:29 |
| 5.    | Tappara Tampere | 10     | 2 | 0 | 8 | 4      | 16:51 |
| 6.    | IHK Helsinki    | 10     | 1 | 0 | 9 | 2      | 13:63 |

### Abschlusstabelle
| Platz | Mannschaft      | Spiele | S  | U | N  | Punkte | Tore    |
| ----- | --------------- | ------ | -- | - | -- | ------ | ------- |
| 1.    | JyP HT          | 24     | 18 | 5 | 1  | 41     | 123:039 |
| 2.    | Kärpät Oulu     | 24     | 18 | 3 | 3  | 39     | 141:037 |
| 3.    | Espoo Blues     | 24     | 18 | 2 | 4  | 38     | 138:039 |
| 4.    | Ilves Tampere   | 24     | 11 | 2 | 11 | 24     | 082:061 |
| 5.    | Tappara Tampere | 24     | 6  | 0 | 18 | 12     | 046:134 |
| 6.    | IHK Helsinki    | 24     | 4  | 2 | 18 | 10     | 038:126 |

## Play-offs

### Halbfinale
Die Halbfinalspiele fanden vom 6. bis 10. Februar 1999 statt.
|                             | Serie | 6. Februar 1999     | 8. Februar 1999           | 10. Februar 1999    |
| --------------------------- | ----- | ------------------- | ------------------------- | ------------------- |
| Espoo Blues – Ilves Tampere | 2:0   | 8:3 (-:-, -:-, -:-) | 2:1 n. V. (-:-, -:-, -:-) | –                   |
| Kärpät Oulu – JyP HT        | 1:2   | 6:1 (-:-, -:-, -:-) | 4:5 (-:-, -:-, -:-)       | 1:2 (-:-, -:-, -:-) |

### Spiel um Platz 3
Um den dritten Platz wurde lediglich ein Spiel ausgetragen.
| 13. Februar 1999 | Kärpät Oulu | 1:2 n. V. (-:-, -:-, -:-) | Ilves Tampere |  |

### Finale
Die Finalspiele wurden vom 13. bis 20. Februar 1999 ausgetragen. Die Serie im Modus Best-of-Five endete nach vier Spielen.
|                      | Serie | 1                   | 2                         | 3                   | 4                         | 5 |
| -------------------- | ----- | ------------------- | ------------------------- | ------------------- | ------------------------- | - |
| Espoo Blues – JyP HT | 3:1   | 6:1 (-:-, -:-, -:-) | 2:3 n. V. (-:-, -:-, -:-) | 4:2 (-:-, -:-, -:-) | 4:2 n. V. (-:-, -:-, -:-) | – |

### Kader des Finnischen Meisters
| Finnischer Meister Espoo Blues | Torhüter: Kati Ahonen, Mia Kataja Verteidiger: Päivi Halonen, Kati Kovalainen, Taru Lindström, Katri-Helena Luomajoki, Johanna Pelkonen, Emma Terho Stürmer: Susanne Ceder, Marika Jestoi, Sanna Kanerva, Katja Lavonius, Vilja Lind, Laura Lönnqvist, Jonna Norppa-Rahkola, Marianne Ollikainen, Annika Pelkonen, Karoliina Rantamäki, Heli Romu, Maria Saarni, Petra Vaarakallio |